# Мощеница (река)
Мощеница (пол. Moszczenica, от старо-польск. mościć в исходном значении: «укреплять землю для облегчения прохода», бывш. Мощанка) — река в Польше, правый приток Бзуры, протяжённостью 55,08 км и площадью бассейна около 515 км².

## География и природа
Истоки реки находятся у села Бышево на высоте 190 метров над уровнем моря. В своем начальном русле, в Ландшафтном парке Лодзинских холмов, она течёт на север, перпендикулярно врезаясь в последовательные уровни возвышенности. Таким образом, были созданы характерные, чередующиеся участки долины с относительно крутыми склонами и значительным уклоном (4-5 %), а также более широкие участки долины на равнинной местности. В районе Стрыкова, в переходной зоне между Лодзинской возвышенностью и Варшавско-Берлинской ледниковой долиной, Мощеница изменяет свое русло в направлении северо-запада. Между Сведовым и Волей Браницкой река подрывает левый берег высотой до десяти метров, покрытый густым лесом, прорезает овраги и ущелья, в которых выделен природный заповедник Гронды-над-Мощеницей, а на правом берегу находятся песчаные дюны, поросшие можжевельником и смешанным лесом, граничащем с деревней Кемблины. Через несколько километров река снова поворачивает на север. Ниже Рогозьно она течёт по безлесной Ловицко-Блоньской равнине, а затем впадает в Бзуру. Левые притоки реки — Борхувка, Струга Добешковска (Млынувка), Келмичанка, правый приток — Малина. Местность, по которой течёт река, сформировалась в конце Вартинского оледенения, а сама долина реки образовались в межледниковый и голоценовый периоды.

## История
Человеческие поселения в бассейне Мощеницы появились в палеолите. В средние века в долине Мощеницы выплавляли железо.
Водохранилища, построенные в Цезарке и Стрыкове, регулируют уровень воды в Мощенице, ранее сильно колебавшийся (от 72 см. в 1947 году до 300 см. в 1957 году на гидрологический посту в Стрыкове), что ежегодно представляло серьёзную угрозу для нижележащих хуторов. Воды Мощеницы относятся ко 2-му и 3-му классу чистоты, то есть являются относительно чистыми в микробиологическом отношении, самые высокие превышения касаются концентрации фосфатов. В окрестностях деревни Кемблины есть бобровые хатки.
Долина реки является популярным экскурсионным и туристическим маршрутом для жителей и гостей Лодзинского воеводства. Возле села Рогашин реку пересекает трасса Е75, А1.
Ярослав Ивашкевич в серии «Podróże do Polski» (1977) опубликовал рассказ «Долина Мощеницы».